# Шахтна трансформаторна підстанція
Шахтна трансформаторна підстанція — трансформаторна підстанція з вибухозахищеним виконанням, яка використовується в шахтах.

## Призначення
Шахтна трансформаторна підстанція призначена для живлення шахтних машин та механізмів напругою 690 (660), 1200 (1140) В, а в рудниковому виконанні 400 (380) В.

## Типи
Широкого розповсюдження в шахтах набули трансформаторні підстанції типу ТСВП (сухі), а раніше ТКШП (кварцонаповнені). Зараз випускаються підстанції типу КТПВ (комплектні трансформаторні підстанції вибухобезпечні) потужністю 100, 160, 250, 400, 630 і 1000 кВА.

## Конструкція
Конструктивно трансформаторна підстанція складається з понижувального трансформатора у вибухобезпечній оболонці та розподільних пристроїв високої (РПВН) і низької напруги (РПНН).
РПВН являє собою вибухозахищену оболонку, з'єднану з оболонкою трансформатора, в яку вмонтований високовольтний роз'єднувач 6 кВ, що дозволяє відключати струм холостого ходу трансформатора. РПНН містить комплект апаратури й приладів також у вибухозахищеній оболонці: автоматичний вимикач А3792У (А3722), апаратуру захисту від ураження людини електричним струмом типу АЗУР-1 (АЗУР-4 при напрузі 1140 В), блоки максимального струмового захисту типу ПМЗ і дистанційного управління типу БДУ, вольтметр, амперметр, пристрої контролю та сигналізації.
Електрична схема підстанції забезпечує:
- місцеве вмикання і вимикання силових ліній низької напруги та дистанційне вимикання приєднаних ліній;
- захист від струмів короткого замикання та витоку струму в мережі низької напруги;
- електричне блокування, яке перешкоджає подачі напруги в мережу при пошкодженні її ізоляції;
- автоматичний контроль величини опору заземлення;
- тепловий захист обмотки силового трансформатора;
- індикацію струму і напруги та сигналізацію про стан засобів захисту і контролю.

## Виробники
Завод-виробник — «Донецький енергозавод». Серед закордонних фірм-виробників провідною є фірма «Brush — Transformers» (Велика Британія), а також міжнародна група підприємств Promos — Sait — Endis, яка випускає енергопоїзд потужністю 1250 кВА.